# Romeria (genre)
Pour les articles homonymes, voir Romeria (homonymie).
Cet article concerne le genre d'animaux vertébrés. Pour la fête catholique, voir Romeria.
Genre
Romeria est un genre fossile de reptiles de la famille également fossile des Captorhinidae. Il a vécu au cours du Permien inférieur, et ses fossiles ont été découverts au Texas.

## Systématique
Ne pas confondre ce genre de reptiles fossiles Romeria avec le genre de cyanobactéries Romeria créé par Marian Koczwara (d) en 1932.
Le genre de reptiles Romeria a été créé en 1937 par Llewellyn Ivor Price en 1937 avec pour espèce type Romeria texana. Il a été recueilli il y a environ 299 à 295 millions d'années.

## Liste d'espèces
Selon Paleobiology Database (6 avril 2021) :
- † Romeria prima Clark & Carroll, 1973[4]
- † Romeria texana Price, 1937 - espèce type

## Publication originale
- (en) Llewellyn Ivor Price, « Two new cotylosaurs from the Permian of Texas », Proceedings of the New England Zoölogical Club, Cambridge, no 16,‎ 1937, p. 97-102 (ISSN 0749-8934).